# Violet (EP)
Violet es el segundo miniálbum japonés del grupo surcoreano Pentagon. Fue lanzado el 17 de enero de 2018.

## Antecedentes
Casi 2 meses antes, el grupo había lanzado su quinto miniálbum coreano, titulado Demo_02. Violet es su segundo miniálbum japonés, luego de haber lanzado el primero hace casi 10 meses, titulado Gorilla.

## Lista de canciones
| N.º | Título                      | Letras                      | Música       | Duración |  |
| 1.  | «WAKE UP»                   |                             |              |          |  |
| 2.  | «Burnin' Love»              |                             |              |          |  |
| 3.  | «Violet» (Japanese ver.)    | Kino, E'Dawn, Yuto, Wooseok | Kino, NATHAN |          |  |
| 4.  | «Beautiful» (Japanese ver.) | Ilhoon                      | Ilhoon       |          |  |
| 5.  | «LOVE»                      |                             |              |          |  |
| 6.  | «UP! UP! UP!»               |                             |              |          |  |